# Aepyceros datoadeni
Az Aepyceros datoadeni az emlősök (Mammalia) osztályának párosujjú patások (Artiodactyla) rendjébe, ezen belül a tülkösszarvúak (Bovidae) családjába tartozó fosszilis faj.

## Leírása
Ez az állat egy ősimpala, mely a pliocén kor közepén, körülbelül 3 millió évvel ezelőtt élt; azon a helyen, ahol manapság Etiópia fekszik.
Az Aepyceros datoadeni-t 2012-ben fedezték fel, illetve írták le. Leírói Denis Geraads, René Bobe és Kaye Reed voltak.
A szarva és fogazata szerint ez az ősantilop nagyon hasonlított a mai rokonára, az impalára (Aepyceros melampus); bár a mostani állathoz képest jóval kisebb volt.

## Fordítás
- Ez a szócikk részben vagy egészben  az   Aepyceros datoadeni című angol Wikipédia-szócikk ezen változatának fordításán alapul.  Az eredeti cikk szerkesztőit annak laptörténete sorolja fel. Ez a jelzés csupán a megfogalmazás eredetét és a szerzői jogokat jelzi, nem szolgál a cikkben szereplő információk forrásmegjelöléseként.